# Жаруски, Филипп
Фили́пп Жаруски́, (в ряде источников — Ярусский; фр. Philippe Jaroussky; род. 13 февраля 1978, Мезон-Лаффит, деп. Ивелин) — французский оперный и камерный певец (контратенор). Специализируется в репертуаре эпохи барокко.

## Биография
Согласно семейной легенде, фамилия Jaroussky появилась, когда прадед певца, еврейского происхождения, эмигрировал из революционной России и при пересечении границы назвался: «Я — русский».
Окончил отделение старинной музыки Парижской консерватории. В 2003 году исполнил одну из главных ролей в постановке и записи оперы Георга Фридриха Генделя «Агриппина». Наряду с Генделем, в своём творчестве уделяет много внимания Антонио Вивальди. Исполняет музыку разных «забытых» композиторов: Антонио Кальдары, Иоганна Христиана Баха, Николы Порпоры. Одновременно ряд выступлений и записей Жаруски выходят за пределы барочной и вообще академической музыки: так, в 2016 году он принял участие в концерте-трибьюте в память о Дэвиде Боуи, в рамках Променадных концертов Би-Би-Си, исполнив песню Always Crashing in the Same Car в оригинальной и смелой манере, достойной самого Боуи, а в 2021 году выпустил альбом À sa guitare (с фр. — «Под твою гитару») совместно с гитаристом Тибо Гарсиа, в состав которого наряду с оперными ариями вошли, в частности, песня «Сентябрь» певицы Барбара и знаменитый хит Луиса Бонфа «Утро карнавала» из фильма «Чёрный Орфей» (1959). В 2022 году сыграл роль певца-кастрата в фильме «Il Boemo»
Жаруски много сотрудничал с камерным Ансамблем Матеус Жана Кристофа Спинози, а также с ансамблем L’Arpeggiata Кристины Плюхар.
Жаруски — открытый гей. Отвечая на вопрос по этому поводу, певец заметил, что его гомосексуальность заметно облегчает ему исполнение любовных дуэтов, — единственная сложность состоит в том, чтобы при этом не рассмеяться.

## Оценки
По случаю московских гастролей певца в апреле 2006 года российский обозреватель отмечал:

Этот певец только набирает обороты в смысле карьеры, скрипач по образованию, к вокалу он пришёл неожиданно для всех и самого себя. Пришёл, спел и победил. Филипп Жаруски поёт чудесно. Приятным довеском к музыкальному таланту являются его внешность журнального красавца и фантастическое обаяние, которое все несколько лет карьеры певца принято называть дьявольским.

Высокую оценку мастерству Жаруски даёт и российский композитор Леонид Десятников.

## Признание
Жаруски четырежды был удостоен премии «Виктуар де ля мюзик», в 2004 году как лучший вокалист — открытие года, в 2007 и 2010 годах как лучший вокалист года, а в 2020 году в самой почётной номинации Victoires d’honneur (разделив награду с Анной Нетребко). Трижды, в 2008, 2012 и 2016 годах, становился лауреатом германской премии Echo Klassik. Кавалер (2009), затем офицер (2019) Ордена Искусств и литературы. Астероид (332183) Jaroussky был назван в его честь в 2008 году.